# Li Huifen
Li Huifen (n. 14 octombrie 1963, Shijiazhuang⁠(d), Republica Populară Chineză) este o jucătoare de tenis de masă ce a reprezentat Republica Populară Chineză, medaliată olimpică. A participat la o ediție a Jocurilor Olimpice (1988) în care a câștigat o medalie de argint.

## Participări
Lista de mai jos prezintă principalele competiții la care a participat Li Huifen de-a lungul carierei.
- table tennis at the 1988 Summer Olympics – women's singles[*]